# Jan Jessenius
Jan Jessenius, słow. Ján Jesenský, J. Jesenius z Veľkého Jasena, niem. Johannes Jessenius (ur. 27 grudnia 1566 we Wrocławiu, zm. 21 czerwca 1621 w Pradze) – lekarz, filozof i polityk pochodzenia słowackiego okresu humanizmu, rektor Uniwersytetu Karola w Pradze.

## Życiorys
Pochodził ze szlacheckiego rodu Jesenských, wywodzącego się z Turczańskiego Jasiona (słow. Turčianske Jaseno) w Turcu, u podnóży Wielkiej Fatry. Jego ojciec, Baltazár Jesenský, zdolny dyplomata, przyjechał w połowie XVI w. jako wysłannik szlachty górnowęgierskiej do bogatego Wrocławia, by tu zyskać pomoc przeciwko wzbierającej nawale tureckiej. Tu się ożenił i tu urodził mu się syn Jan.
Zdolny i pilny, Jan po ukończeniu miejskiej szkoły we Wrocławiu studiował w Wittenberdze, a następnie w Lipsku filozofię i medycynę. W 1587 r. uzyskał stopień bakałarza. Kontynuował studia we włoskiej Padwie, gdzie był aktywny w środowisku studentów z Czech i z ówczesnych Górnych Węgier (dzis. Słowacji). Tu w 1591 r. ukończył studia, tu też po raz pierwszy użył swojego przydomku (z Veľkého Jasena). Jako protestant nie mógł jednak uzyskać doktoratu na katolickim uniwersytecie padewskim – tytuł ten nadał mu dopiero królewski Uniwersytet Karola w Pradze.
Początkowo prowadził praktykę lekarską w rodzinnym Wrocławiu, gdzie też ożenił się z Marią Fels. Po dwóch latach został osobistym lekarzem saskiego księcia Wilhelma w Dreźnie, a po dalszych dwóch – profesorem anatomii, chirurgii i botaniki uniwersytetu w Wittenberdze. Wkrótce też został powołany na rektora tej uczelni. Na zaproszenie słynnego astronoma, Tychona Brahego, odwiedził w czerwcu 1600 r. Pragę. Wykonał tam pierwszą w tej części Europy publiczną sekcję zwłok ludzkich, opisaną później w osobnym dziele. Pozostał w mieście i w 1602 r. został obywatelem Pragi. Tu zetknął się z dworem cesarza Rudolfa II. Jako żonaty nie mógł zostać zatrudniony na praskim uniwersytecie, prowadził więc praktykę lekarską. Specjalizował się w chirurgii i anatomii.
W 1608 r. był obecny w Wiedniu przy koronacji króla Macieja Habsburga, a wkrótce został jego nadwornym lekarzem i historiografem. Po śmierci żony w 1612 r. przez cztery lata podróżował po Europie, by w 1616 r. ponownie wrócić do Pragi. W następnym roku został wybrany rektorem praskiego Uniwersytetu Karola. Nawiązał przyjaźń z innymi uczonymi, pochodzącymi z terenu dzisiejszej Słowacji (m.in. Vavrinec Benedikti z Nedožier i Basilius z Nemeckej Ľupče).
W tym czasie zaangażował się w politykę, stając po stronie czeskich protestantów przeciwko cesarzowi Ferdynandowi II Habsburgowi. M.in. w 1618 r. przybył do Preszburga (ówczesna Bratysława) z misją uniemożliwienia wyboru Ferdynanda II na króla Węgier. Misja ta nie powiodła się, a Jessenius spędził kilka miesięcy w więzieniu. Po klęsce Czechów na Białej Górze w grudniu 1620 r., Jessenius został znów uwięziony i w czerwcu 1621 r. stracony wraz z 26 innymi oskarżonymi na Rynku Starego Miasta w Pradze. Jego głowa, przez kilka tygodni wystawiona na postrach prażanom, została w końcu pochowana pod posadzką praskiego Kościoła Marii Panny przed Tynem.

## Upamiętnienie
W urzędzie słowackiej gminy Turčianske Jaseno wydzielono dwa pomieszczenia na izbę pamięci o Janie Jesseniusie.